# De Kist
De Kist is een Nederlands televisieprogramma van de Evangelische Omroep waarbij Kefah Allush met een houten doodskist op bezoek gaat bij een bekende Nederlander om te praten over de dood en wat hiermee samenhangt. De okergele Fiat 500 met de doodskist op het dak rijdt sinds 2023 niet meer de straat in bij bekende landgenoten. Voortaan voert presentator Kefah het gesprek over de dood en de zin van het leven in de Metaal Kathedraal. Tot februari 2012 werd het programma gepresenteerd door Herman Wegter.
Sinds 2017 zijn de afleveringen ook beschikbaar als podcast.
De Kist heeft in het voorjaar van 2025 promotie gemaakt. Het interviewprogramma werd altijd tegen middernacht uitgezonden, maar zit dan voor het eerst primetime rond 20:30 uur. Daarnaast viert De Kist nog een mijlpaal: dat seizoen is de 250ste aflevering te zien op 22 mei. 

## Prijzen
- Op 14 oktober 2019 won Kefah Allush voor zijn interview met Peter van Uhm de Sonja Barend Award: een jaarlijkse vakprijs voor het beste televisie-interview.

## Afleveringen

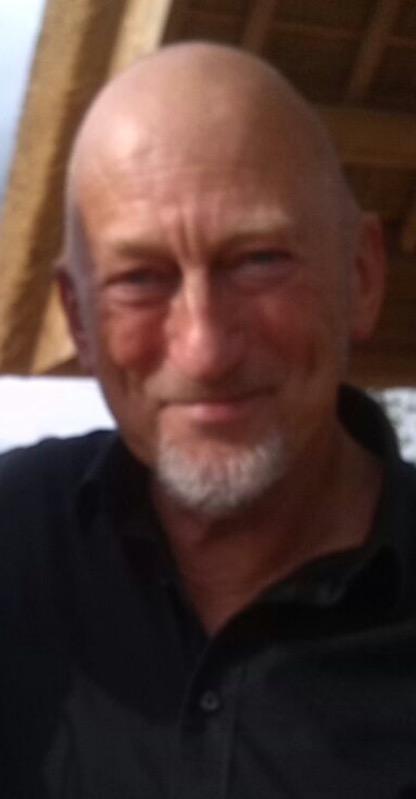
Gerard van Maasakkers
2009

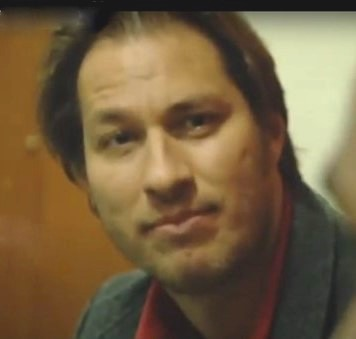
Sander de Kramer
2010

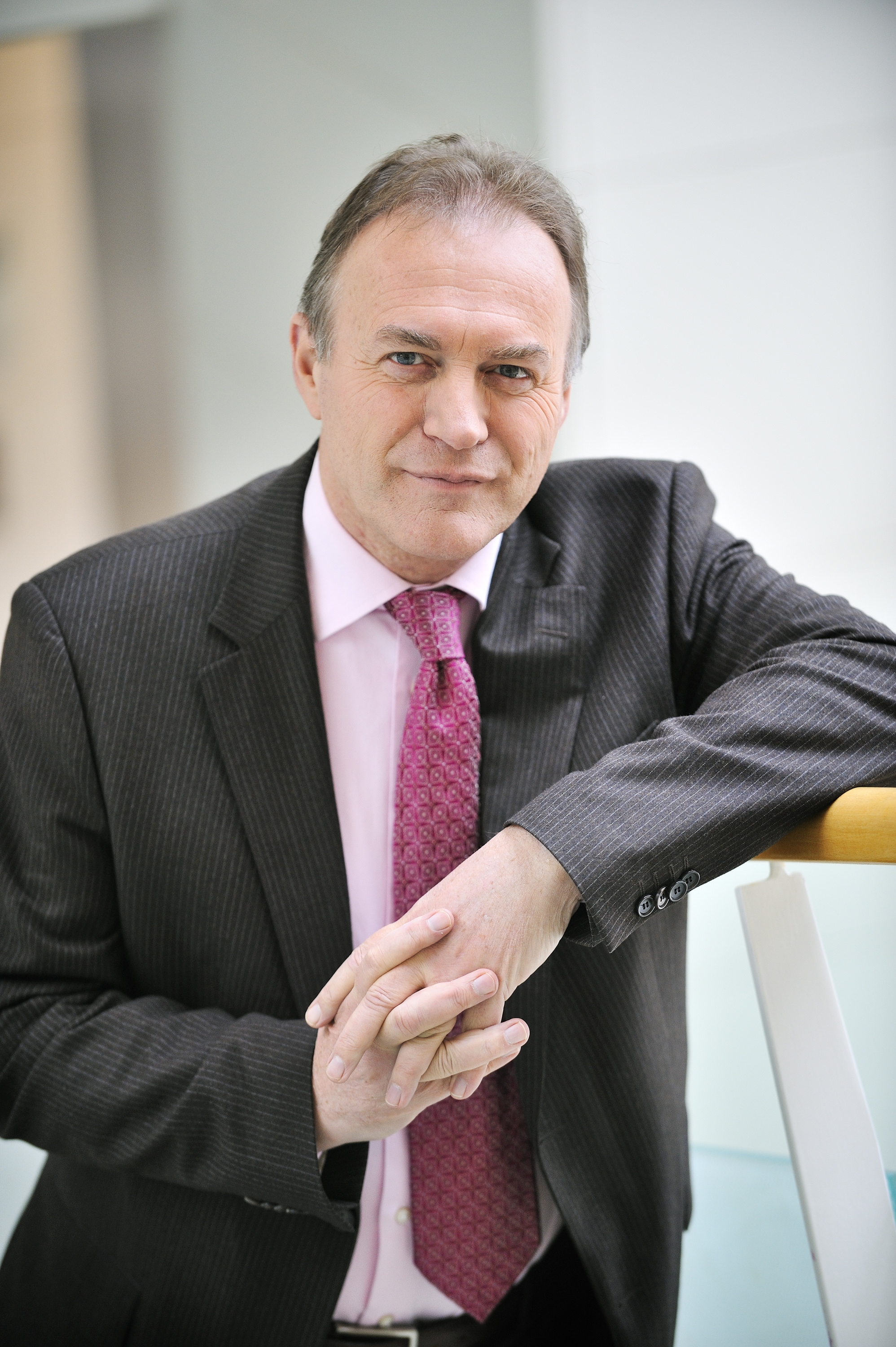
Leo Fijen
2011

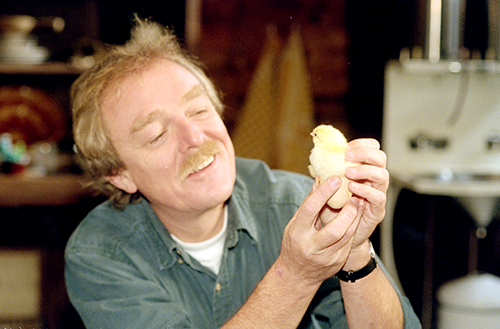
Midas Dekkers
2011

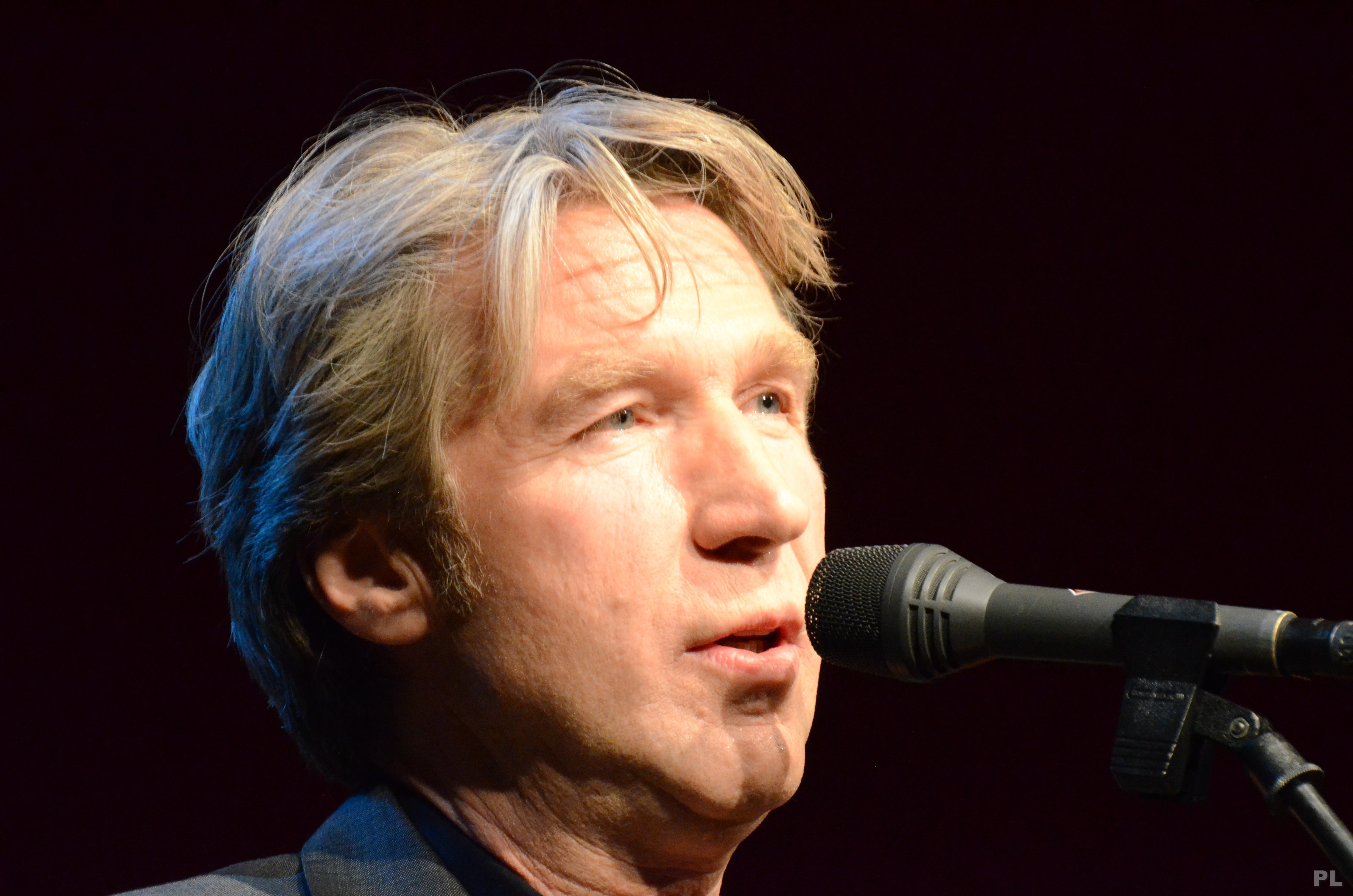
Frank Boeijen
2012

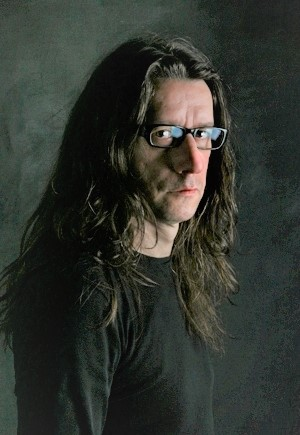
Herman Brusselmans
2012

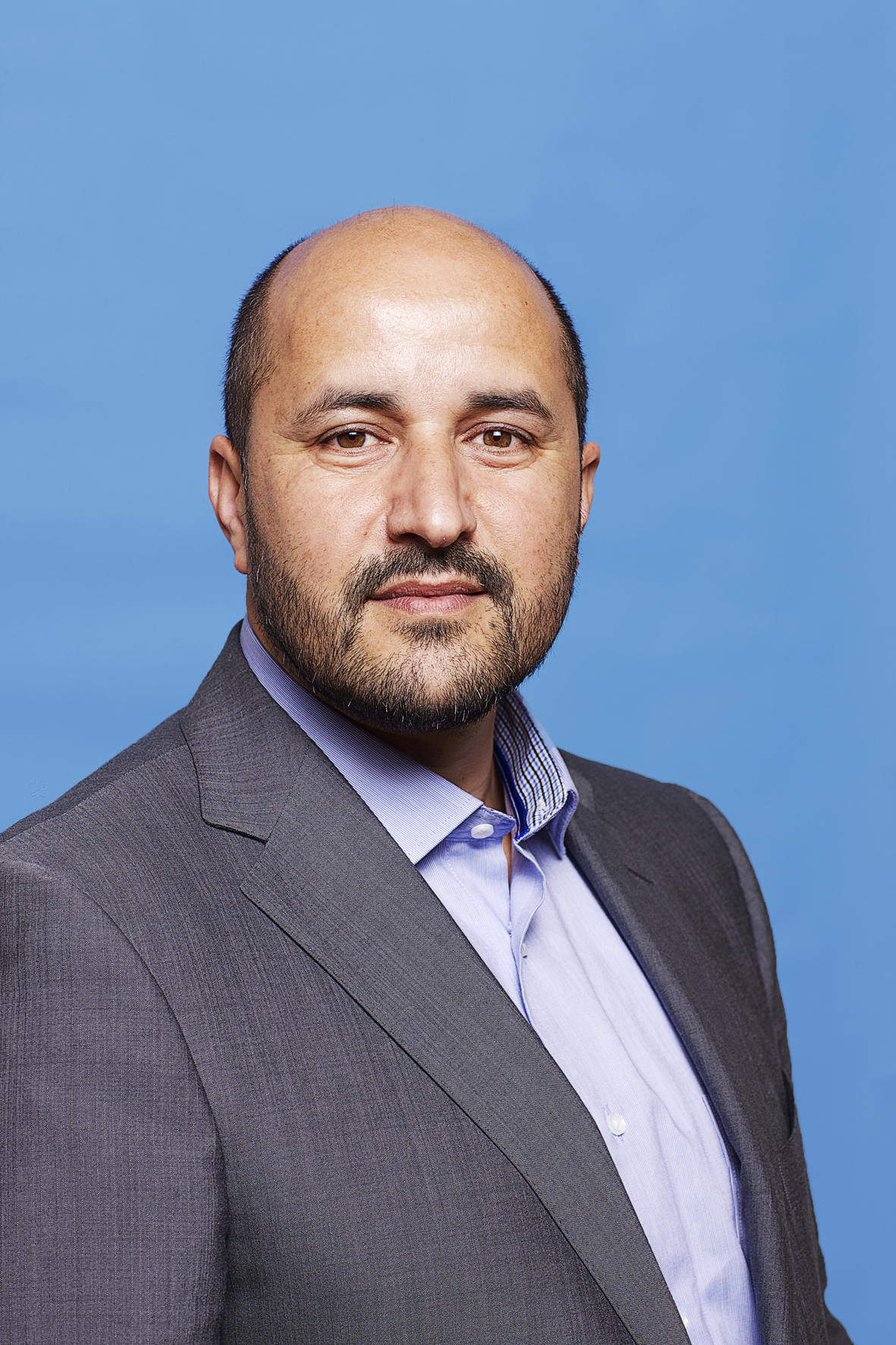
Ahmed Marcouch
2012

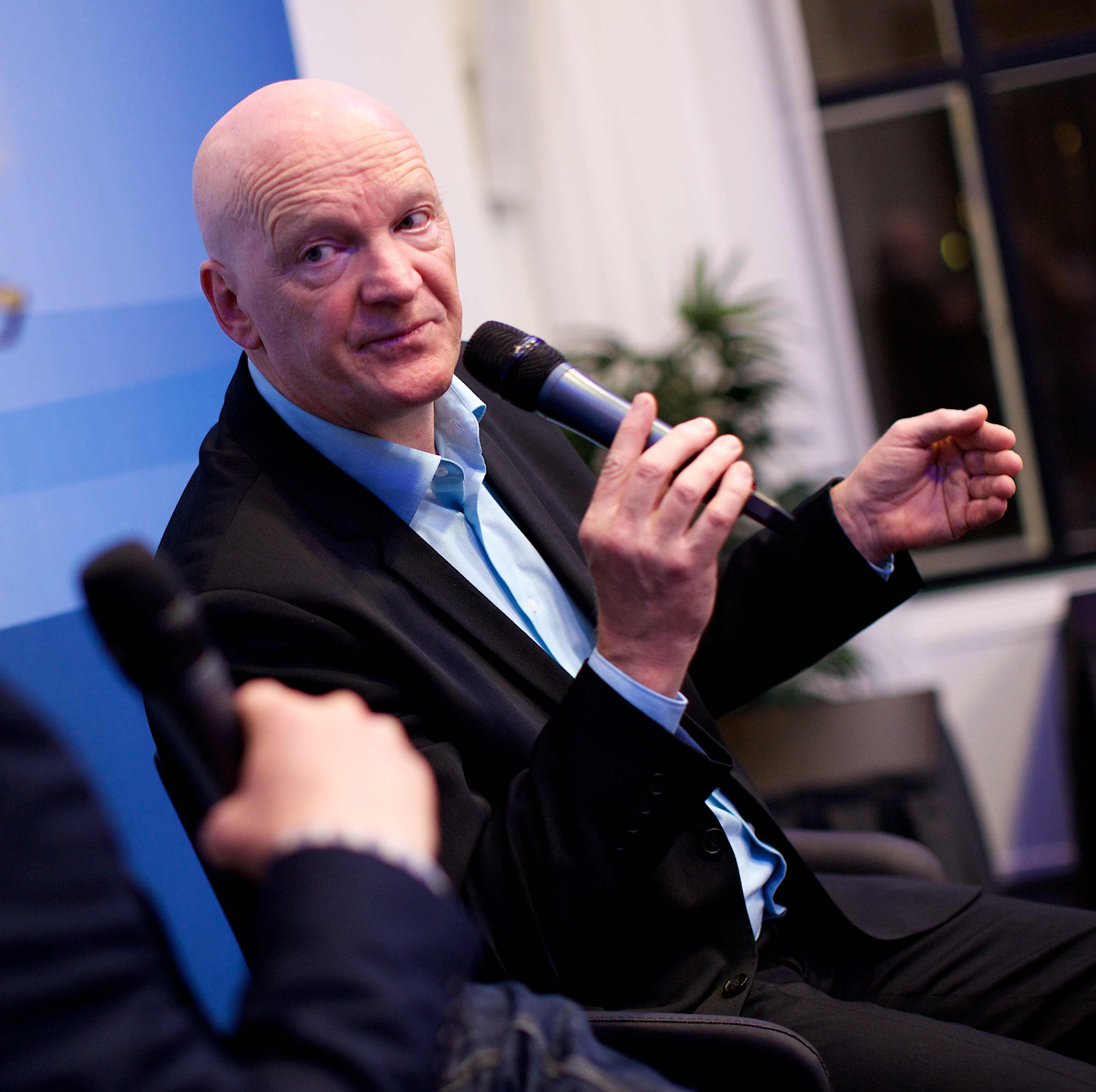
Arnold Karskens
2013

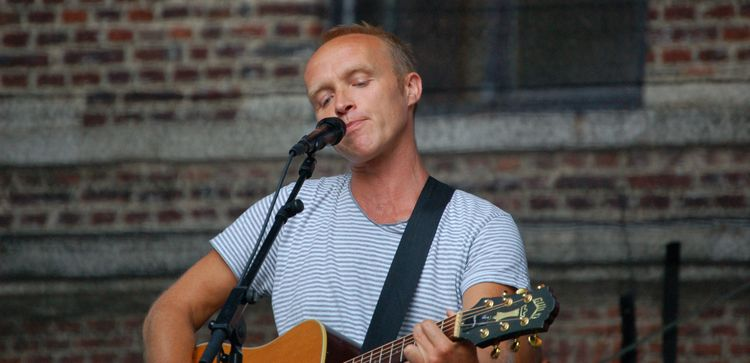
Stef Bos
2014

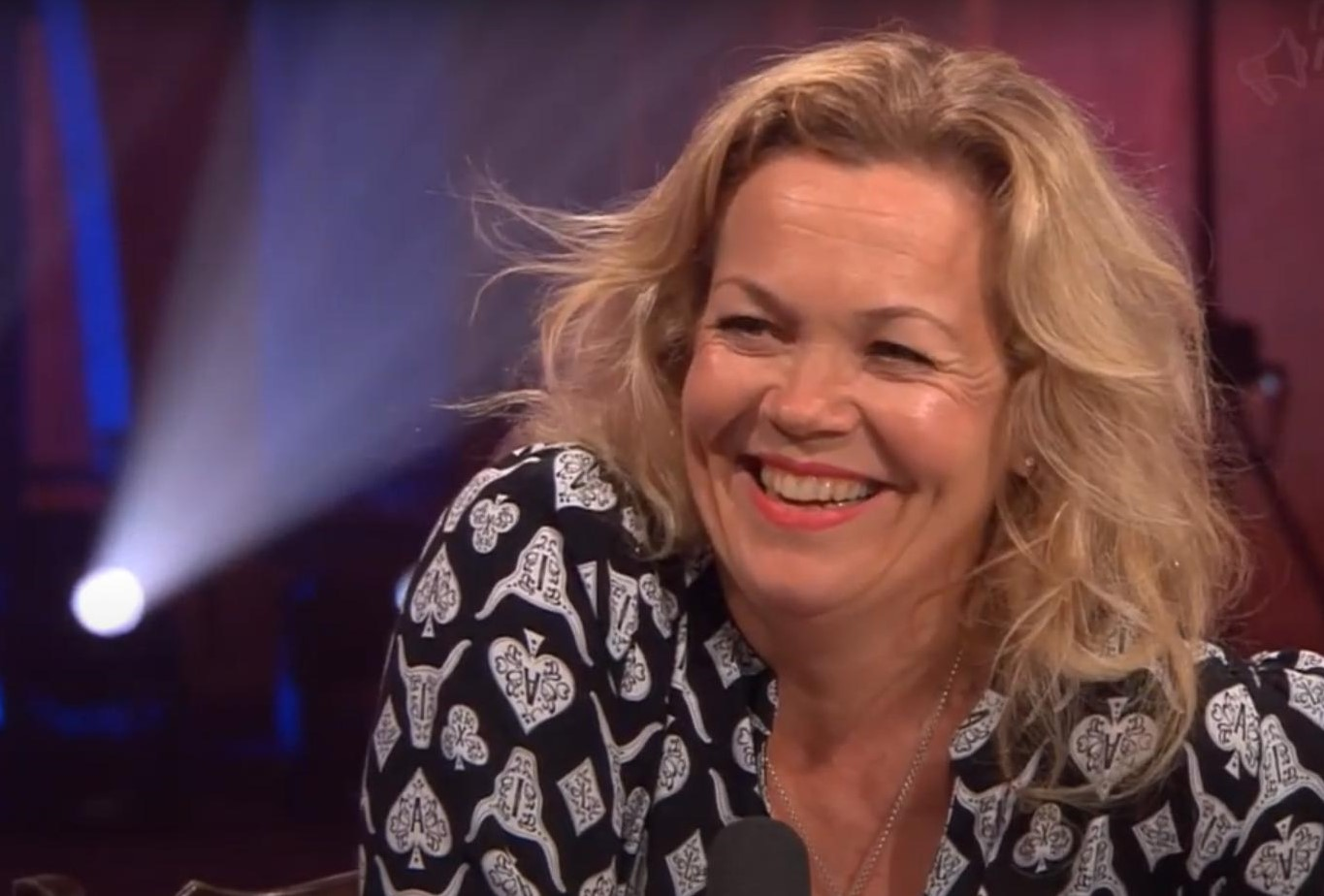
Roos Schlikker
2015

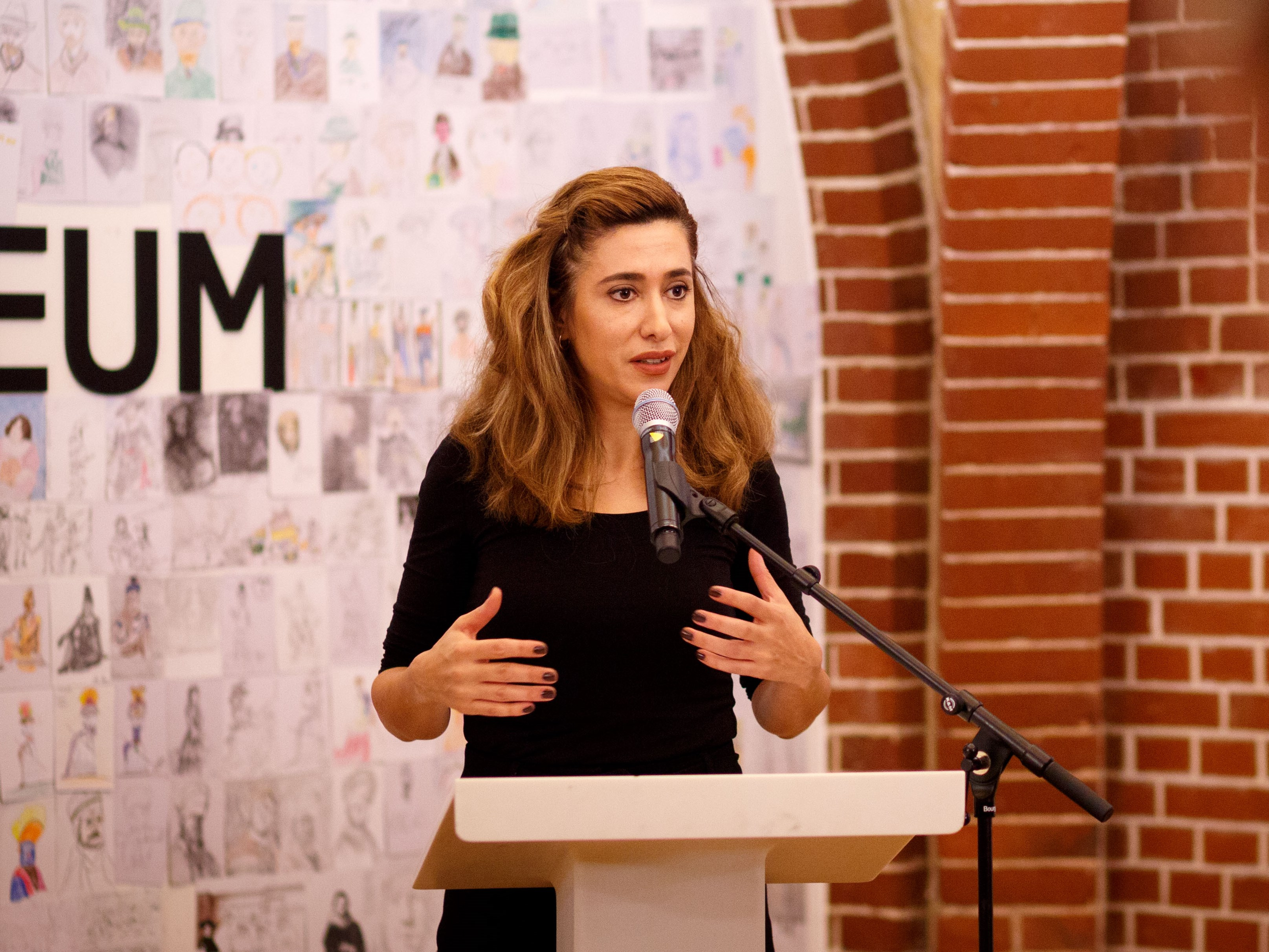
Fidan Ekiz
2015

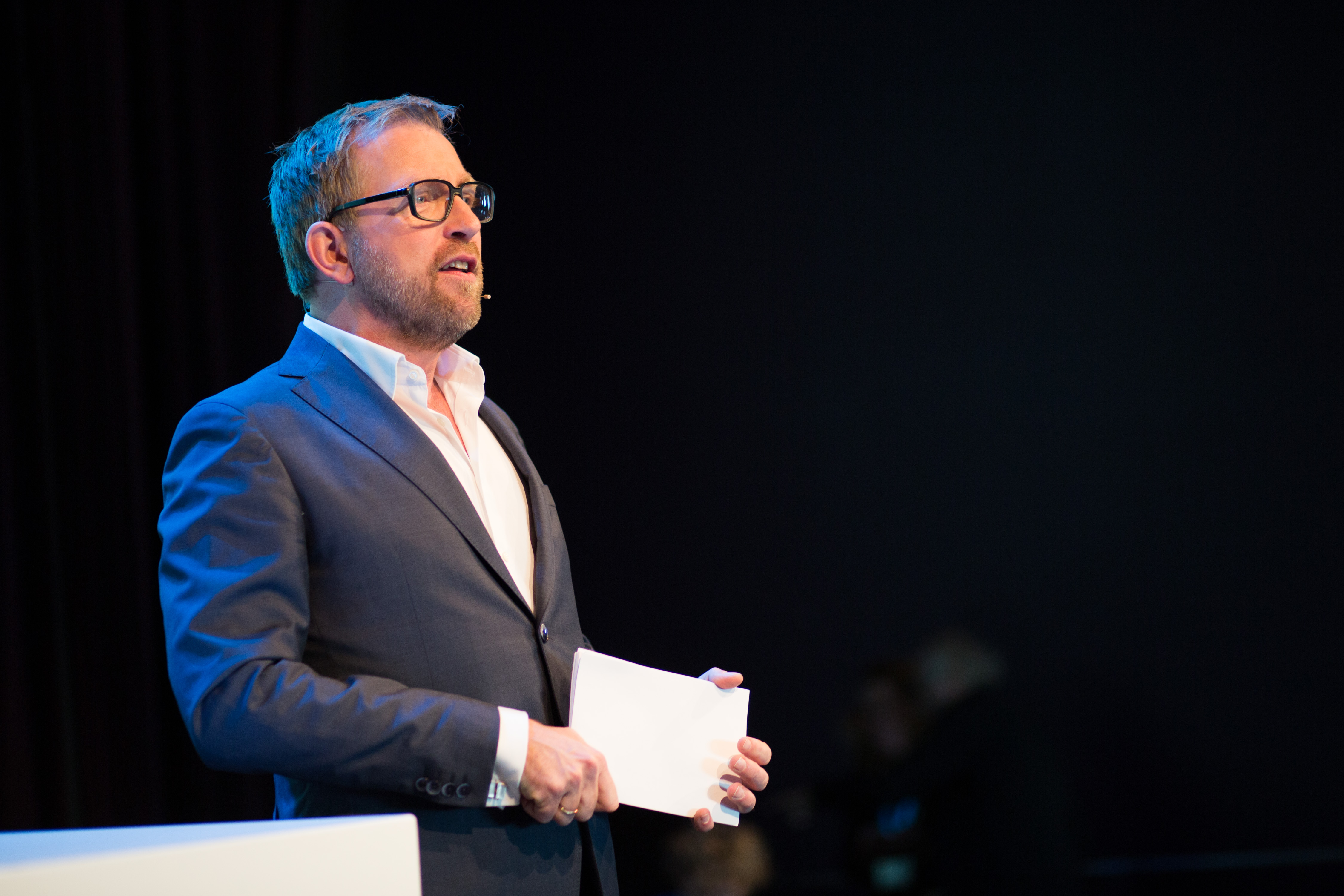
Harm Edens
2015

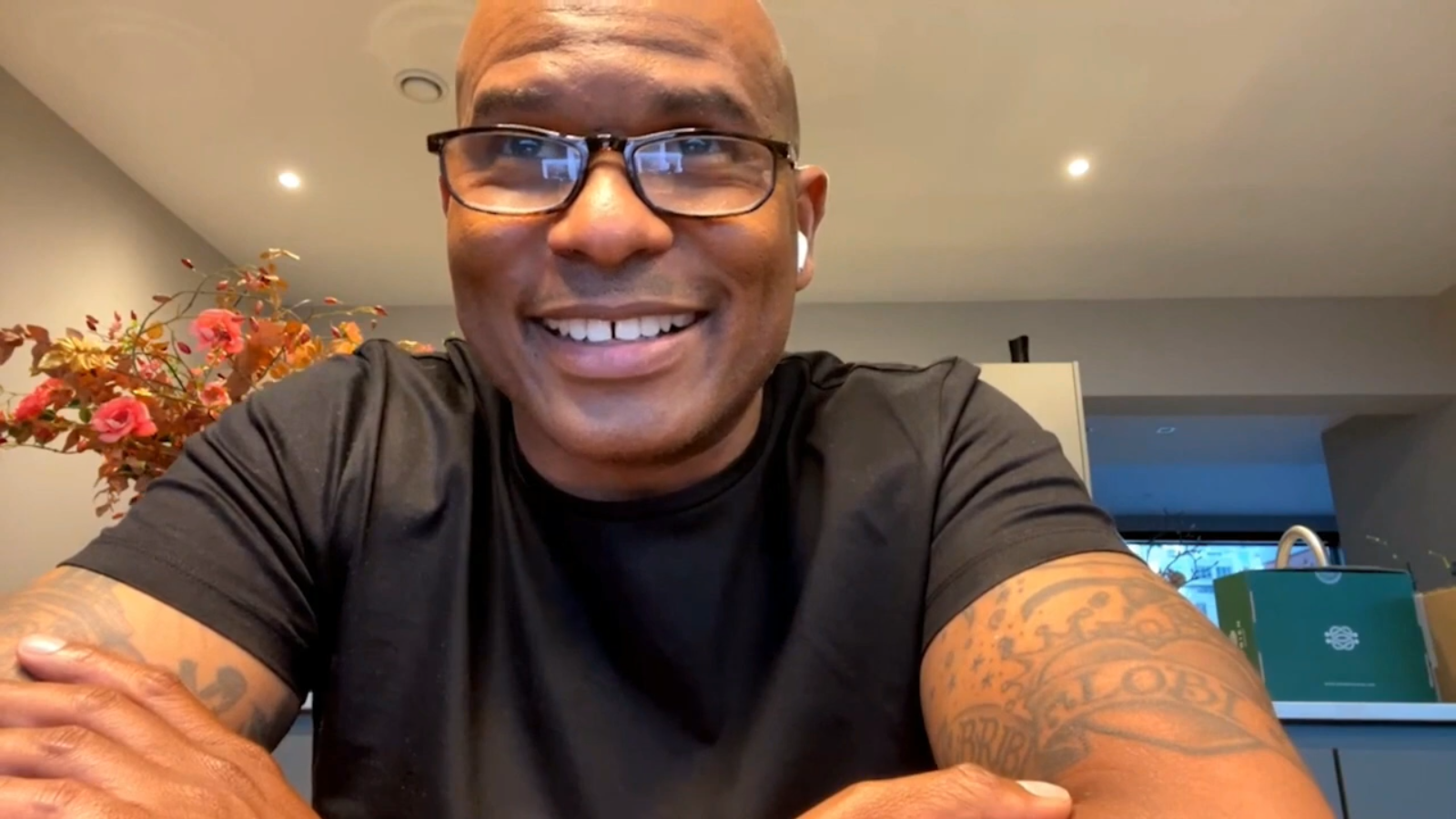
Roué Verveer
2016

Gert-Jan Segers
2017

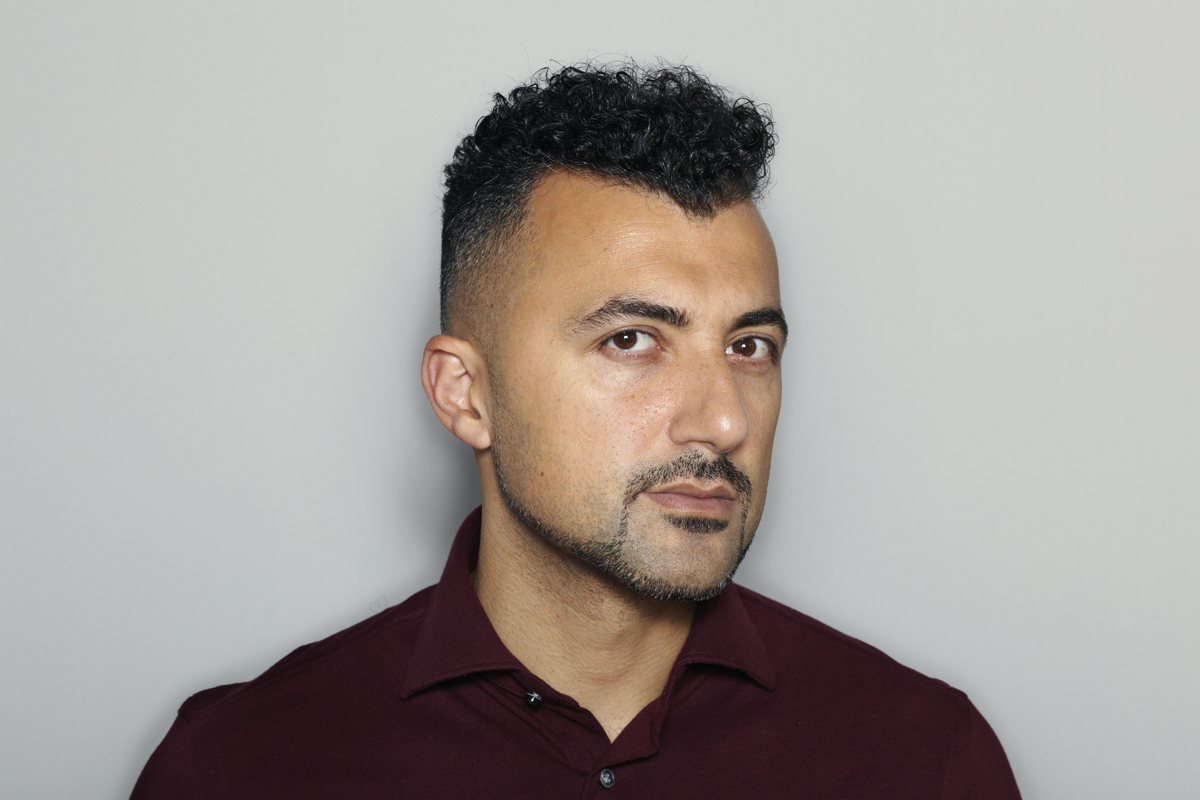
Özcan Akyol
2017

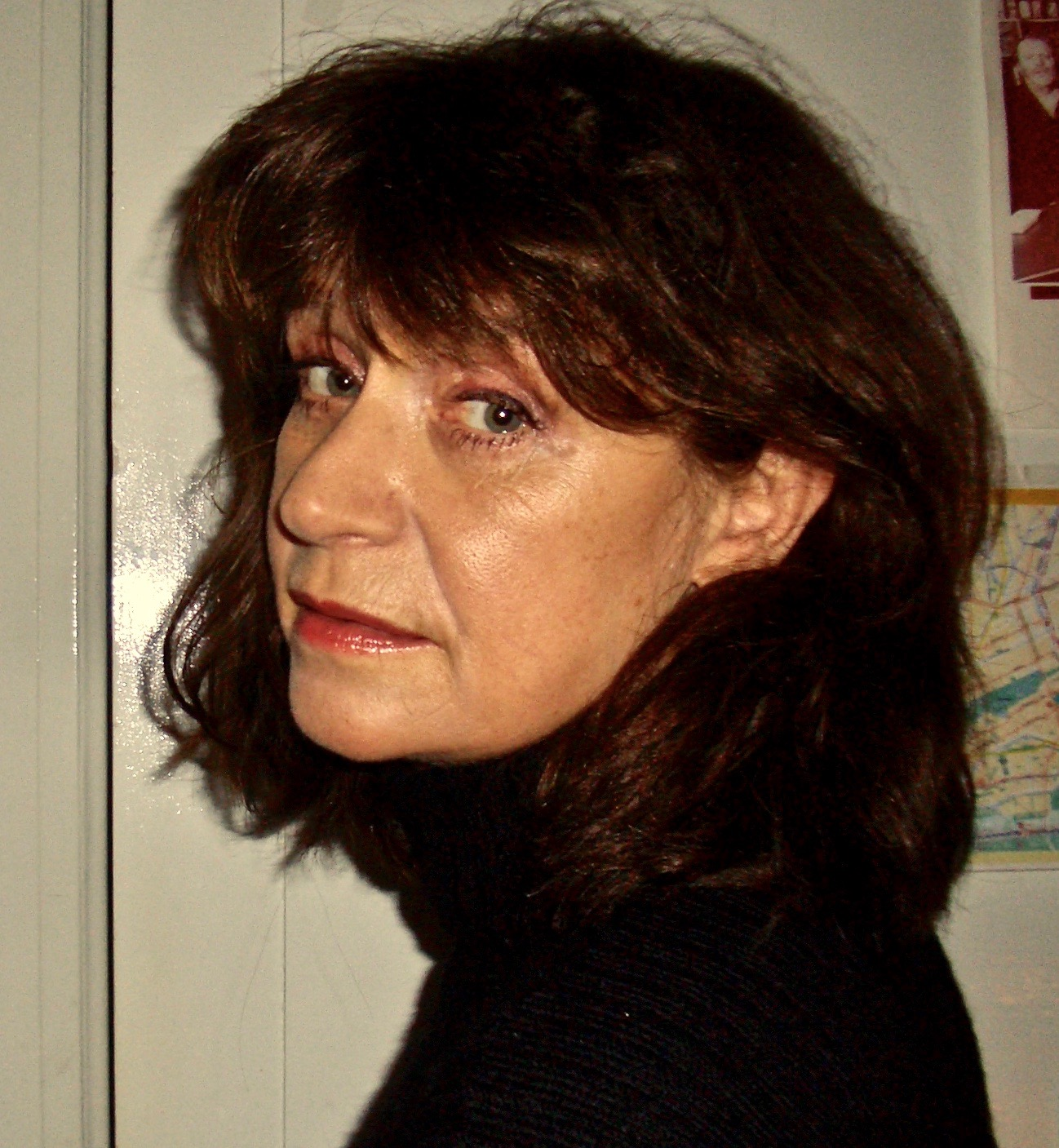
Olga Zuiderhoek
2018

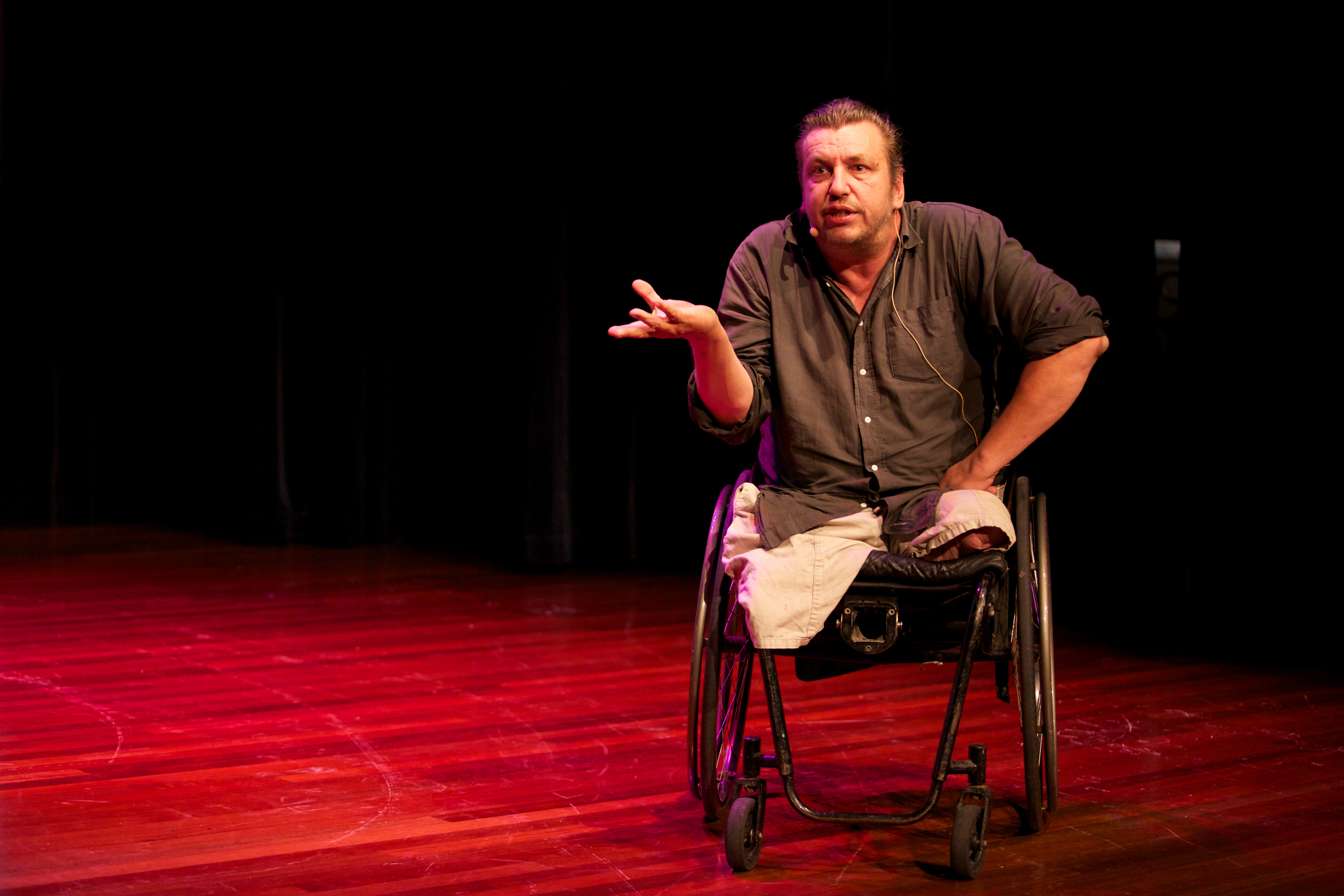
Rob Scholte
2018

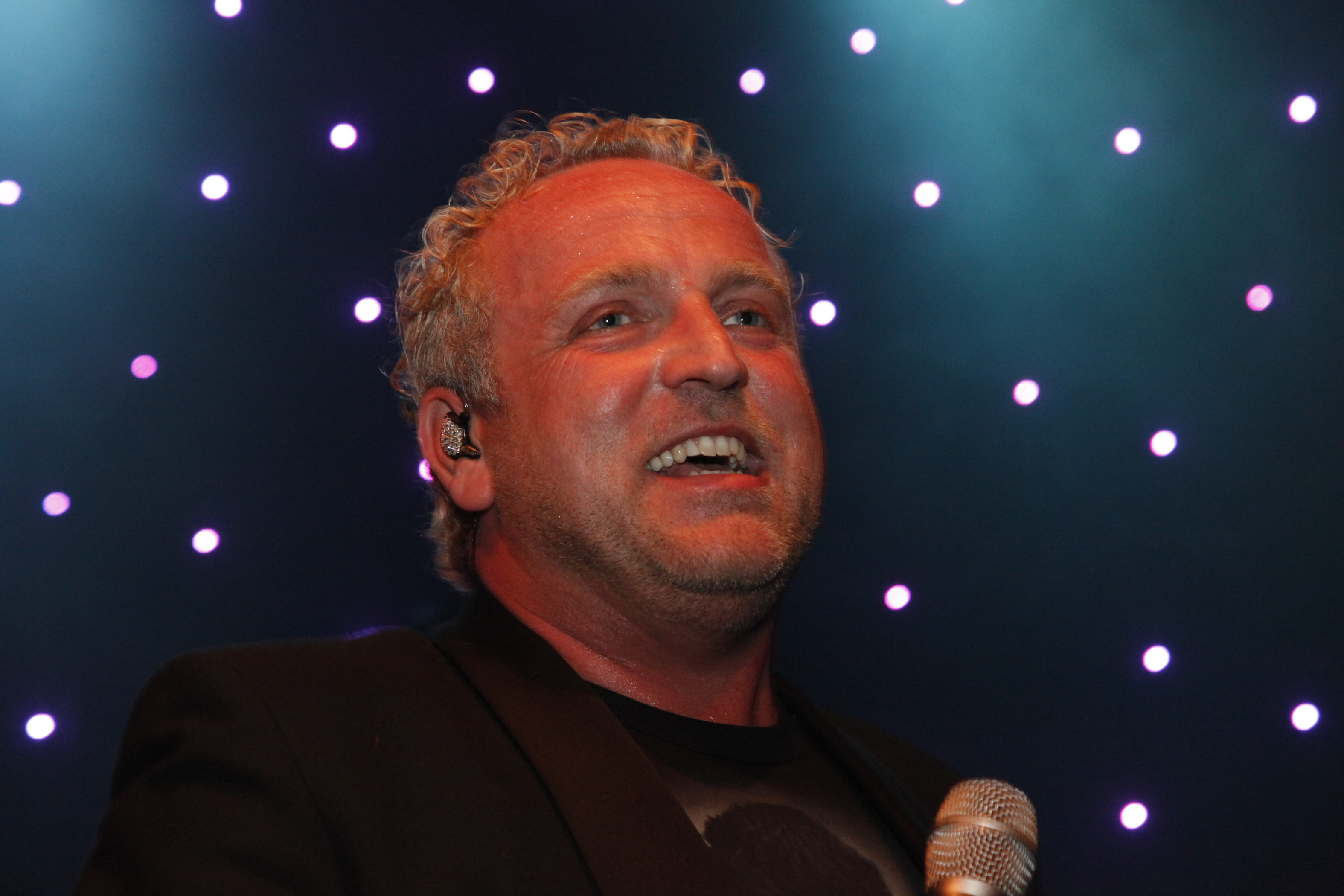
Gordon
2019

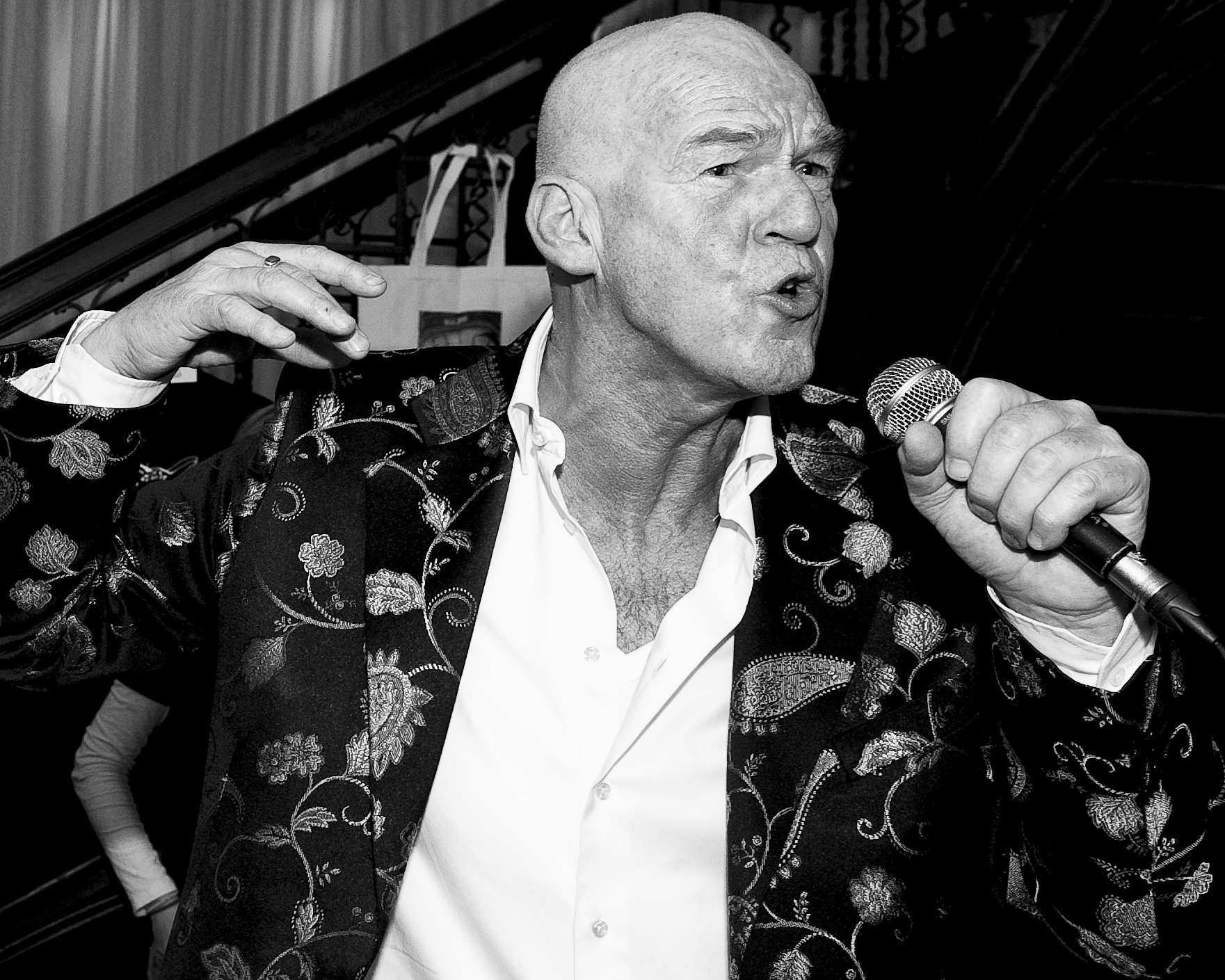
Peter Faber
2019

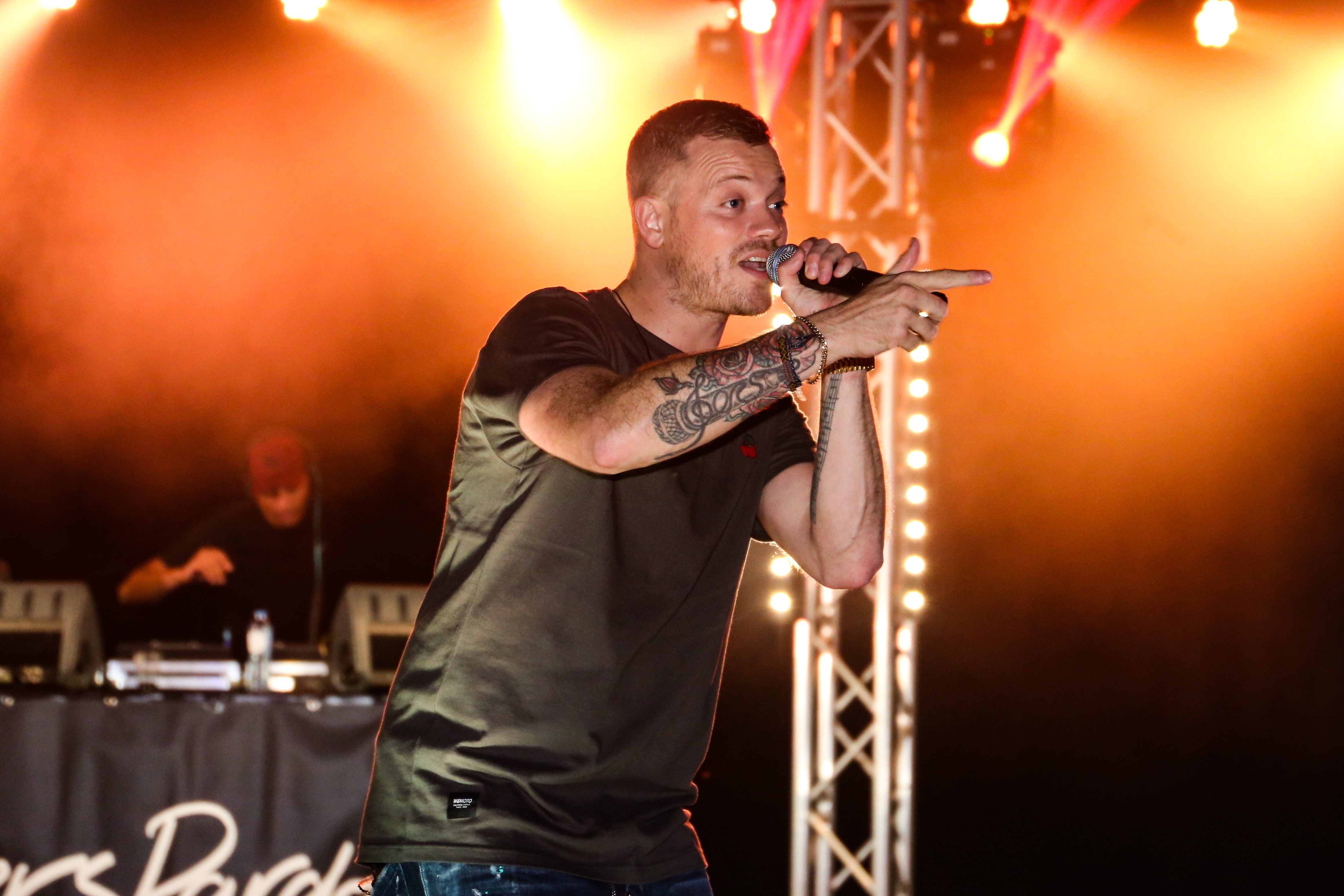
Gers Pardoel
2020

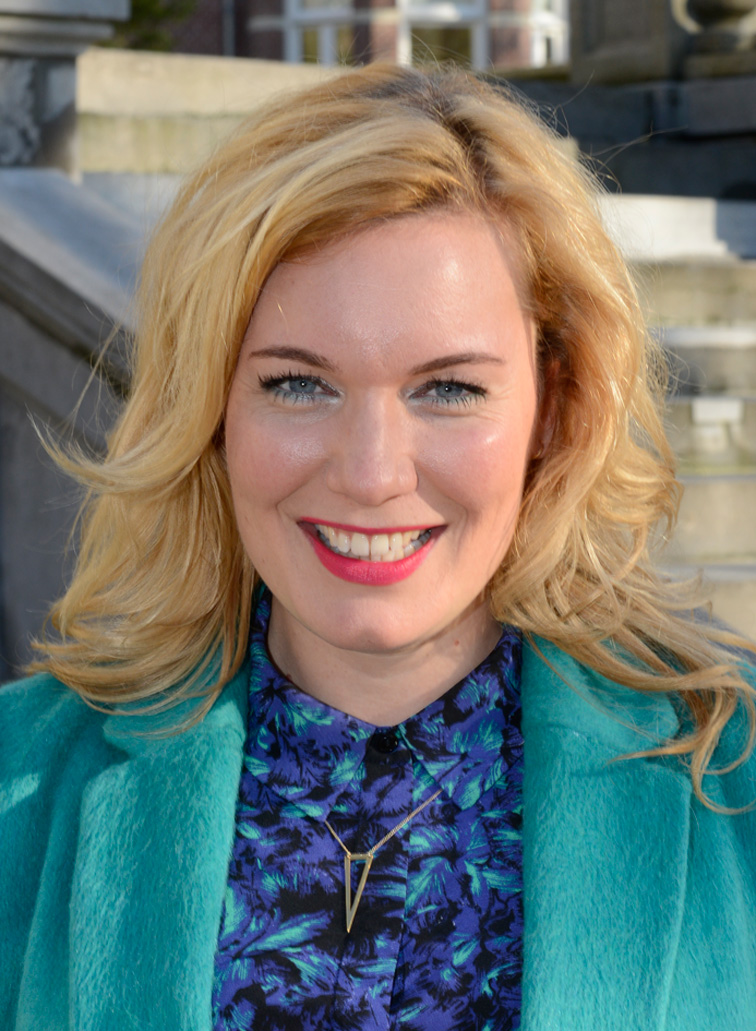
Marlijn Weerdenburg
2020

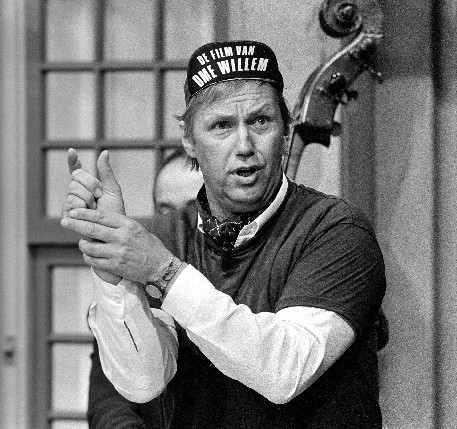
Edwin Rutten
2021

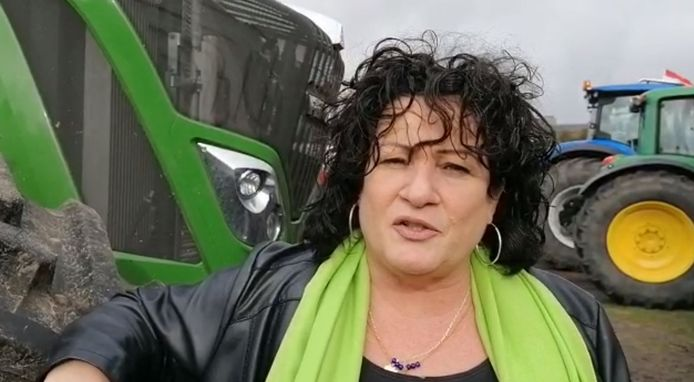
Caroline van der Plas
2022

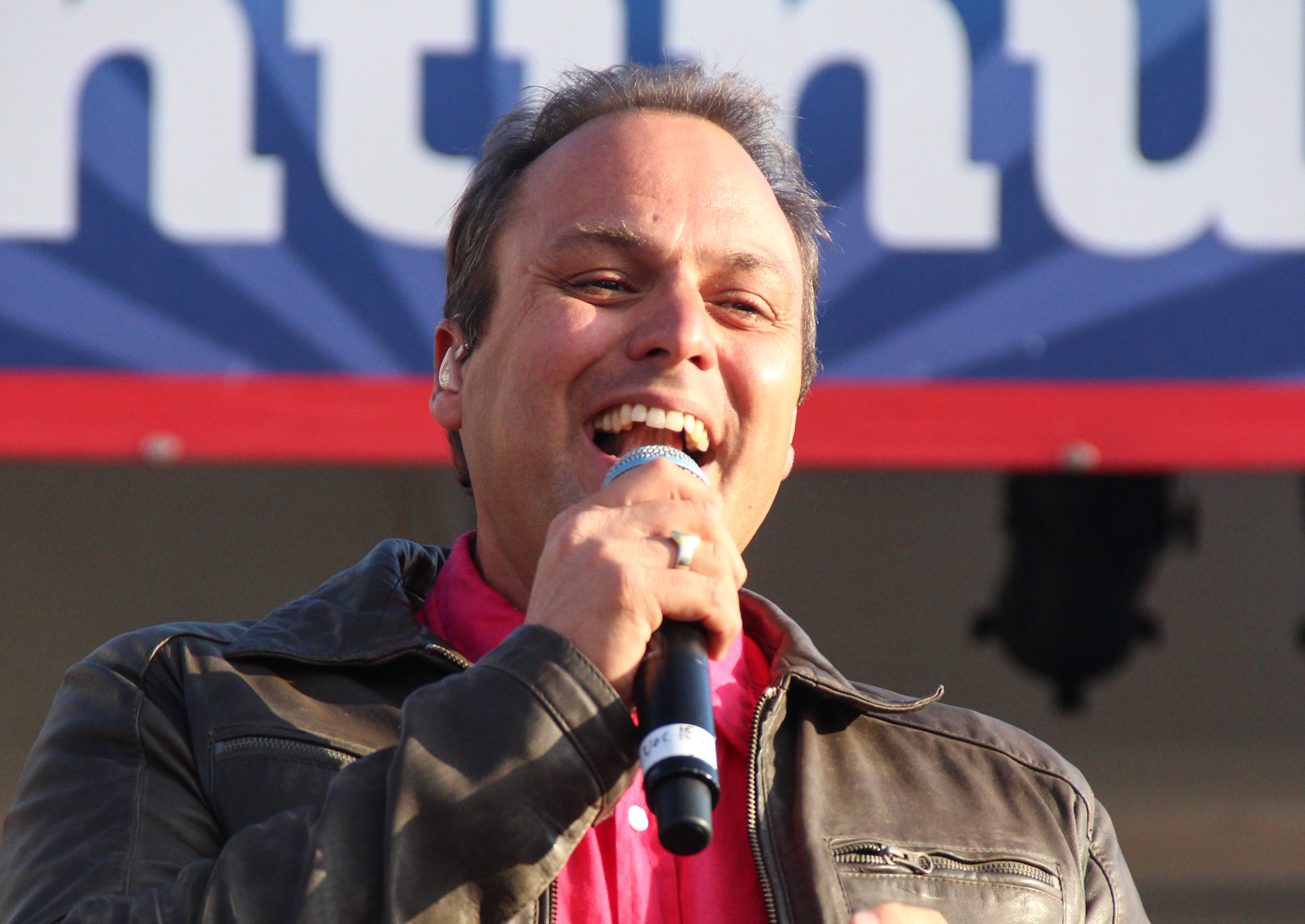
Frans Bauer
2023

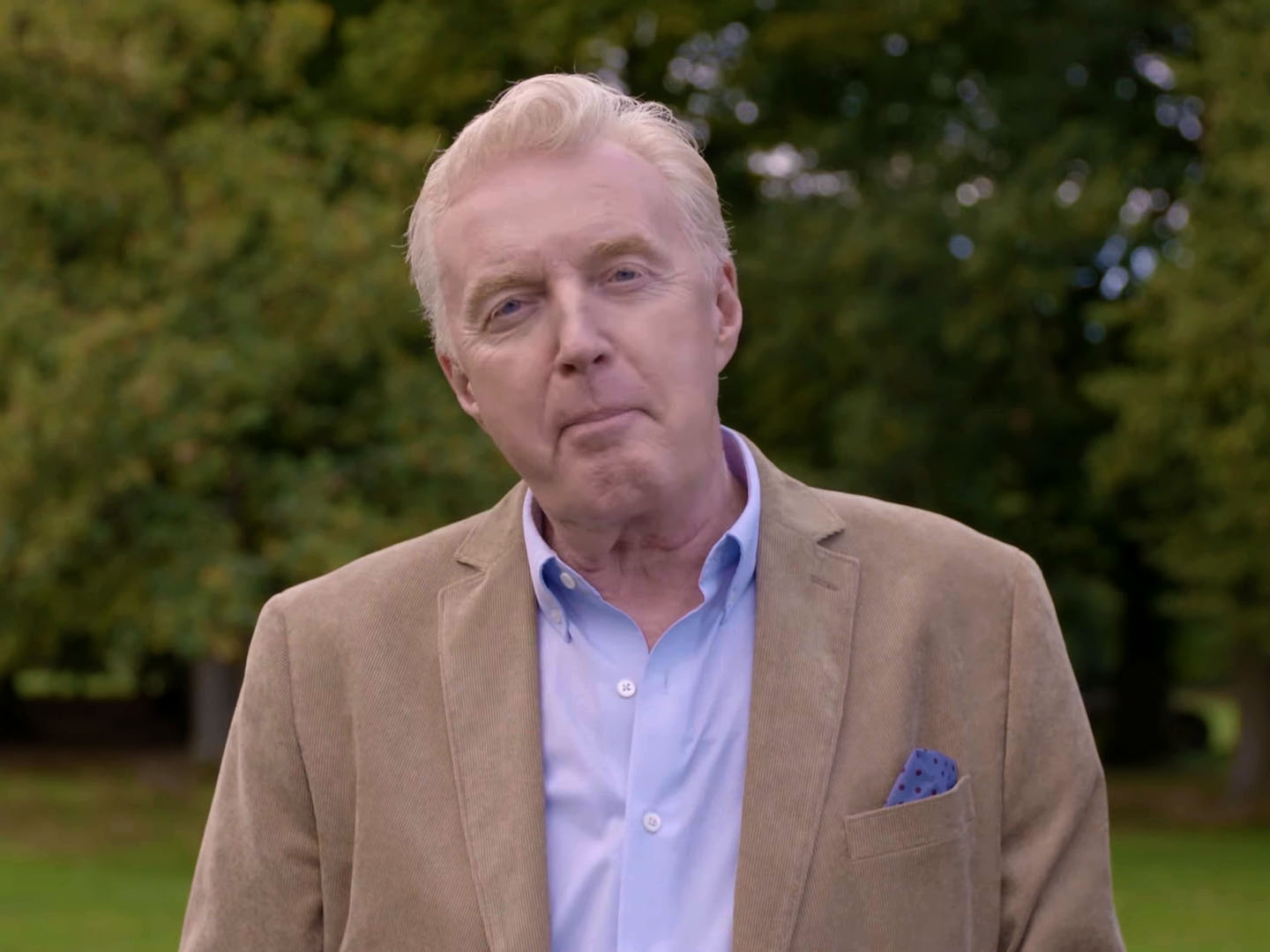
André van Duin
2023

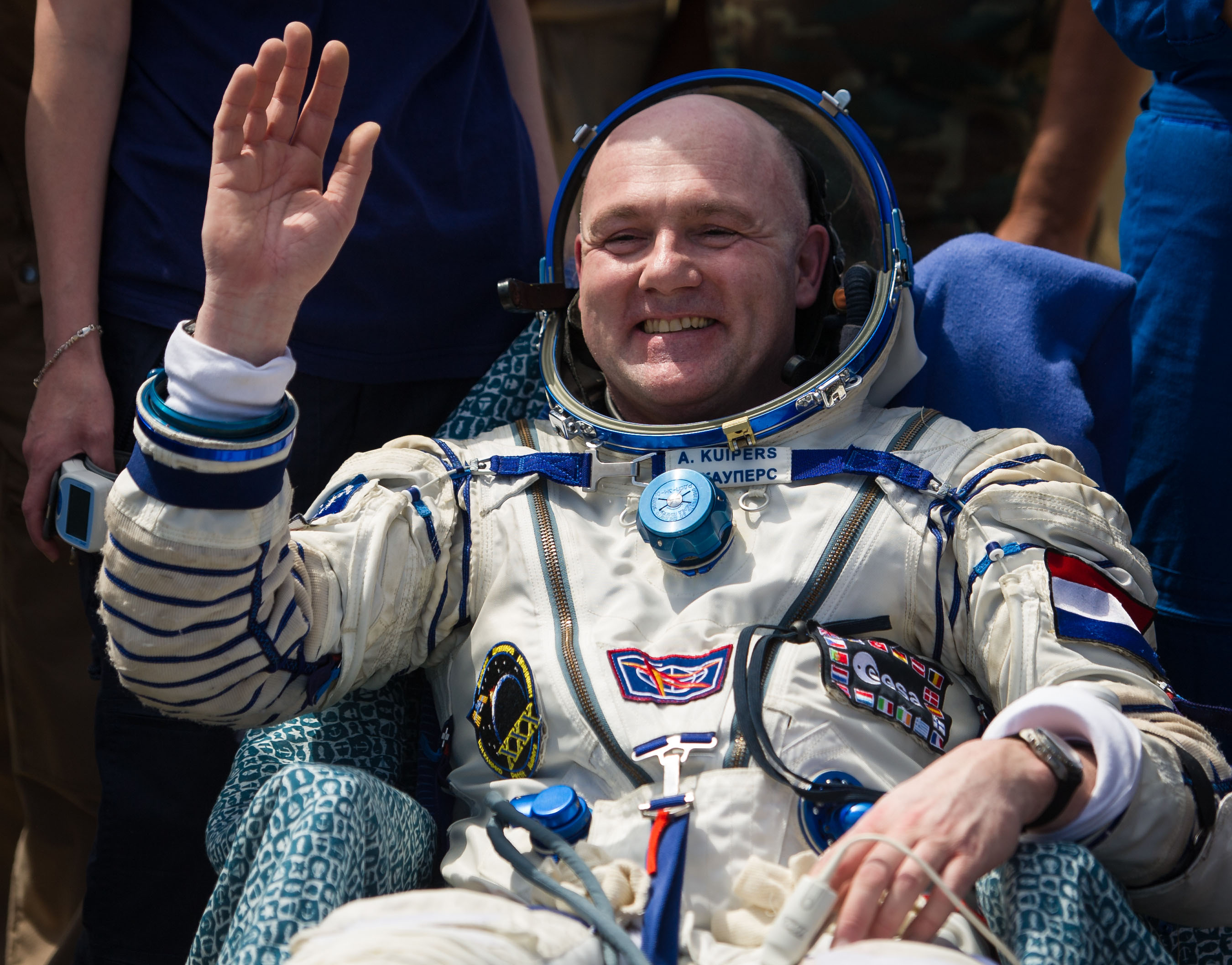
André Kuipers
2024

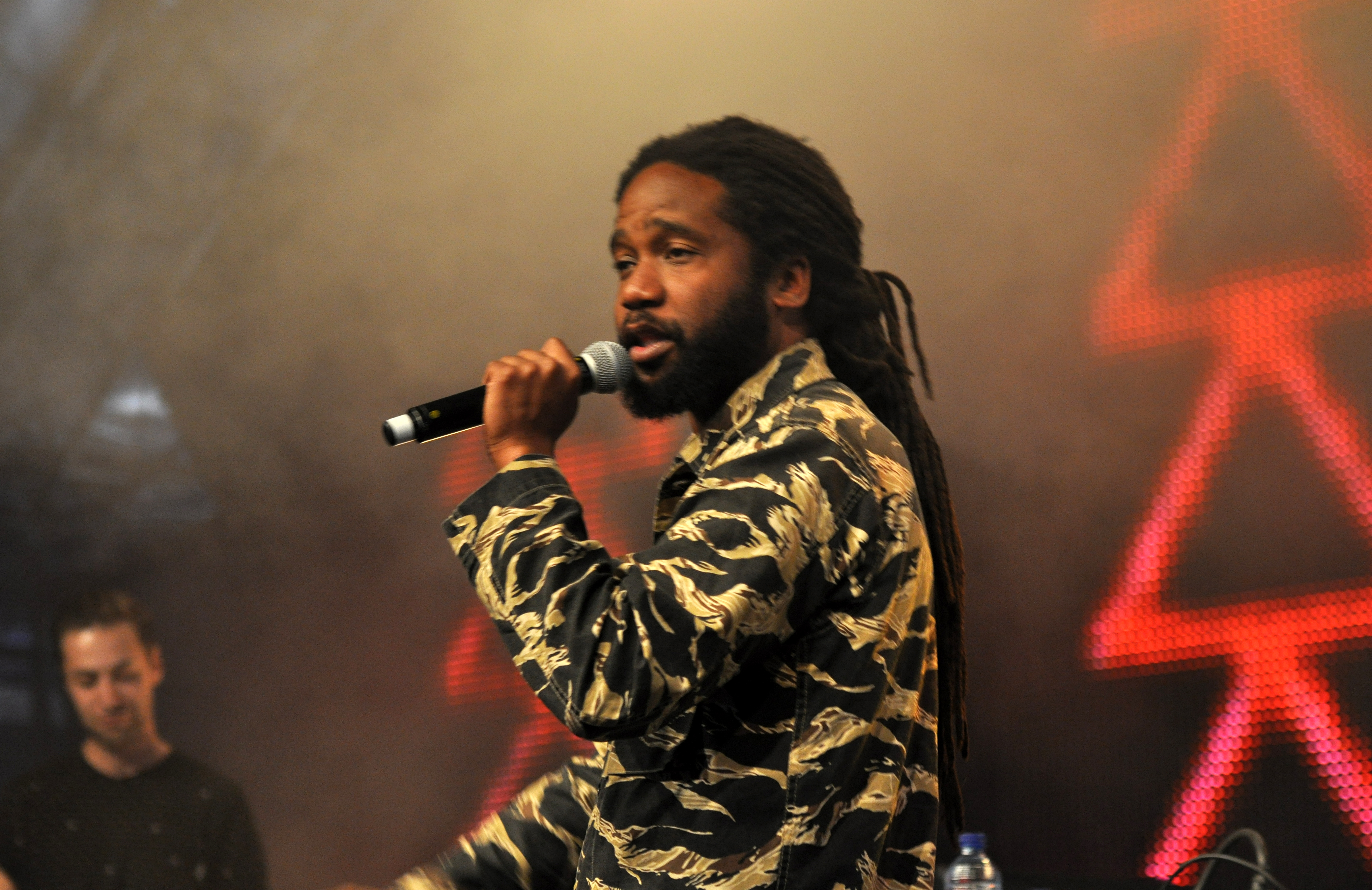
Glen Faria
2024

### 2009
- Marion Lutke
- Hans Kazàn
- Antoine Bodar
- Gerard van Maasakkers
- Marijke Helwegen
- Arie van der Veer
- Esmaa Alariachi
- Gerda Havertong
- Willem Ouweneel
- Reinier van den Berg

### 2010
- Désanne van Brederode
- Jan Schurink
- Mijndert Rebel
- Kees Veldboer
- Albert van der Laan
- Ingrid Dreschler
- Marinus van den Berg
- Sophie van der Stap
- Sander de Kramer
- Frénk van der Linden
- Wim Aantjes
- Klaas Wilting

### 2011
- Sylvain Ephimenco
- Ans Markus
- Marga van Praag
- Annemiek Schrijver
- Cornald Maas
- Mariska Orbán
- Jan Terlouw
- Adelheid Roosen
- Arthur Japin
- Jan van den Bosch
- Leo Fijen
- Ernst Jansz
- Jan Marijnissen
- Bart Römer
- Renate Dorrestein
- Guido Weijers
- Maarten van Rossem
- Joke Bruijs
- Karin Kuiper
- Arjan Erkel
- Jan Pronk
- Midas Dekkers
- Anne van der Meiden

### 2012
- Antje Monteiro
- Xandra Brood
- Frédérique Spigt
- Dick Swaab
- Lisa Wade
- Frank Boeijen
- Vincent Bijlo
- Elma Drayer
- Raphael Evers
- Manon Uphoff
- Monique Samuel
- Sabine Uitslag
- Youp van 't Hek
- Marc de Hond
- Chazia Mourali
- Bert van der Veer
- Rob Oudkerk
- Hans Laroes
- Joop Braakhekke
- Naeeda Aurangzeb
- Hedy d'Ancona
- Carel ter Linden
- Henk Krol
- Herman Brusselmans
- Ahmed Marcouch
- Coosje Smid
- Stephan Sanders

### 2013
- Babette van Veen
- Fleur Agema
- Huub Stapel
- Kristien Hemmerechts
- Mylène d'Anjou
- Hans Spekman
- Frank Sanders
- Arnold Karskens
- Maik de Boer
- Alex Boogers

### 2014
- Ernst Daniël Smid
- Stef Bos
- Ronald Giphart
- Nelly Frijda
- John van den Heuvel
- Carola Schouten
- Jack Wouterse
- Sylvana Simons
- Richard Groenendijk
- Andries Knevel
- Barbara Barend
- Waylon
- René Gude

### 2015
- Maurice de Hond
- Roos Schlikker
- Ivan Wolffers
- Martine Sandifort
- Hebe Kohlbrugge
- Tanja Jess
- Bettine Vriesekoop
- Joost Zwagerman
- Jeroen van Koningsbrugge
- Jan Rot
- Fidan Ekiz
- Jacques Vriens
- Anny Schilder
- Harm Edens
- Irene Moors
- Hanneke Groenteman
- Peter Timofeef
- Goedele Liekens
- Mei Li Vos.

### 2016
- Roué Verveer
- Eric Corton
- Raemon Sluiter
- Sjoerd Pleijsier
- Loretta Schrijver
- Annemarie Jorritsma
- Koos Alberts
- Bibian Mentel
- Joost Prinsen
- Katja Schuurman

### 2017
- Evi Hanssen
- Bram Bakker
- Wouke van Scherrenburg
- Bartho Braat
- Cilly Dartell
- Gert-Jan Segers
- Toprak Yalçiner
- Lucky Fonz III
- Tineke Ceelen
- Yvonne Keuls
- Jörgen Raymann
- Marianne Zwagerman
- Wim Helsen
- Hugo Borst
- Özcan Akyol
- Marjan Berk

### 2018
- Maarten van der Weijden
- Nicole Buch
- Harry de Winter
- Berget Lewis
- Fajah Lourens
- Henk Westbroek
- Olga Zuiderhoek
- Erik Dijkstra
- Rob Scholte
- Ad Visser
- Raymond van de Klundert
- Lenette van Dongen
- Carry Tefsen
- Euvgenia Parakhina
- Catherine Keyl

### 2019
- Hans van der Togt
- Angelique Houtveen
- Tim Overdiek
- Lilian Marijnissen
- Peter van Uhm
- Marga Bult
- Julius Jaspers
- Dave von Raven
- Martin Gaus
- Gordon
- Carly Wijs
- Jan des Bouvrie
- Klaas van der Eerden
- Corry Konings
- Peter Faber

### 2020
- Berdien Stenberg
- Bob Fosko
- Diederik Jekel
- Liz Snoijink
- Freek de Jonge
- Gers Pardoel
- Tineke de Nooij
- Bert Visscher
- John de Wolf
- Barrie Stevens
- Peter Plasman
- Rachel Rosier
- Han Peekel
- Ellen ten Damme
- Marlijn Weerdenburg
- Martine van Os

### 2021
- Peter Heerschop
- Lenny Kuhr
- Esther Vergeer
- Marc van der Linden
- Tygo Gernandt
- Edwin Rutten
- Heleen van Royen
- Paul de Munnik
- George Baker
- Sacha de Boer
- Paul Blokhuis
- Steven Brunswijk
- Talitha Muusse
- Ernst Daniël Smid

### 2022
- Koos Postema
- Olga Commandeur
- Mark Tuitert
- Caroline van der Plas
- Anita Witzier
- Dolf Jansen
- Tineke Schouten
- Patty Brard
- Jan de Hoop
- Filemon Wesselink
- Karin Bloemen
- Hans Klok
- Sharon Dijksma
- Stella Bergsma

### 2023
- Frans Bauer
- Anneke van Giersbergen
- Diederik Gommers
- Yesim Candan
- André van Duin
- Bart Chabot
- Bridget Maasland[3]
- Lisa van Ginneken
- René Froger
- Albert Verlinde
- Milouska Meulens
- Rob Kemps
- Maaike Ouboter
- Tooske Ragas

### 2024
- André Kuipers
- William Rutten
- Bobbi Eden
- Henny Huisman
- Evelien de Bruijn
- Glen Faria
- Saskia Noort
- Lucille Werner
- Leo Blokhuis
- Natasja Froger
- Janine Abbring
- Dennis Schouten[4]
- Nazmiye Oral
- Fred van Leer[5]

### 2025
| Datum      | Gast              | Onderwerp |
| ---------- | ----------------- | --- |
| 3 april    | Job Knoester      | Al bijna dertig jaar werkt Job Knoester samen met mensen die tbs hebben gekregen en door de jaren heen heeft hij de donkere kanten van de samenleving goed leren kennen. Na moeilijke periodes in zijn eigen leven werd het tijd om ook naar zichzelf te kijken. Sinds Job zijn eigen weggestopte pijn onder ogen wilde zien, komt zijn werk meer binnen dan daarvoor.                                                                                    |
| 10 januari | Daphne Deckers    | Daphne Deckers deelt met Kefah haar ervaringen met de dementie van haar inmiddels overleden vader en dankzij haar eigen kinderen begrijpt ze beter waar de zorgen van haar eigen ouders vandaan kwamen, want de geschiedenis herhaalt zich: de zorgen over haar kinderen spiegelen die van haar ouders. Voor Daphne is het leven als een recept, waarin je geen stap kunt overslaan. Zelfs de moeilijkste momenten dragen bij aan de uiteindelijke smaak. |
| 17 april   | Martin Sitalsing  | In een openhartig gesprek met Kefah vertelt Martin Sitalsing, politiechef van de politie-eenheid Noord-Nederland, dat hij voor het eerst bijna opa wordt, maar ook hoe hij zijn moeder, die overleed toen hij begin 20 jaar was, nog elke dag mist. |
| 24 april   | Hadewych Minis    | In drie maanden tijd was ze voor haar gevoel drie keer dicht bij de dood. “Toen dacht ik: het is kennelijk de bedoeling dat ik leef. Leef ik het leven dat ik wil leven?” Het zette Hadewych ertoe aan zelf muziek te gaan schrijven. |
| 1 mei      | Marlayne Sahupala | Marlayne haalt herinneringen op aan haar vader, trompettist Rein van den Broek, hij maakte deel uit van de band Ekseption. Ook vertelt ze over zijn worsteling met alcohol en hoe ze ook kritisch begon te kijken naar haar eigen drankgebruik. |
| 8 mei      | Maarten Heijmans  | Maarten vertelt hoe hij zelf de kunst van het leven verstaat en wie hij meteen na dit interview belt om te zeggen dat hij van hem houdt. |
| 15 mei     | Froukje de Both   | Froukje deelt haar persoonlijke reis van verlies en eenzaamheid. Haar eerste grote liefde Olivier overleed jong, wat haar op jonge leeftijd confronteerde met de dood. Froukje reflecteert op haar eigen leven en vertelt hoe ze probeert haar eigen kwetsbaarheid te omarmen. |
| 22 mei     | Job Cohen         | In deze 250ste jubileumuitzending voert Kefah een gesprek met Job Cohen. Over over het verlies van zijn vrouw Lidie en de levensles van zijn ouders. Maar ook, over de politiek en over leiderschap in roerige tijden. De uitzending trok veel bekijks met 363.000 kijkers. |